# Associação Académica e Operária da Boa Vista
L'Associação Académica e Operária da Boa Vista és un club de futbol capverdià de la ciutat de Sal Rei a l'illa de Boa Vista. També té una secció d'atletisme.

## Posició
- 1r (2011-13)
- 1r (2013-14)
- 1r (2014-15)

## Palmarès
- Lliga capverdiana de futbol: 1[2]
  - Després de la independència: 1983
- Lliga de Boa Vista de futbol: 15[3]
  - 1977/78, 1978/79, 1981/82, 1982/83, 1984/85, 1988/89, 1990/91, 1992/93, 1994/95, 1995/96, 1996/97, 2000/01, 2008/09, 2011/12, 2013/14, 2014/15